# Акшобхья

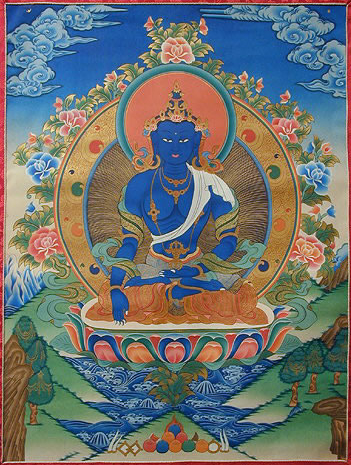
Акшобхья

Будда Акшобхья (санскрит —  अक्षोभ्य, — «Непоколебимый»; кит. трад. 阿閦如來, пиньинь Āchù (Ēchù) rúlái, Ачу (Эчу) жулай , яп. あしゅくにょらい, Асюку-нёрай; [«Бесстрастный», «Непоколебимый» :] тиб. མི་བསྐྱོད་པ་, mi 'khrugs pa, mi bskyod pa, Ми-кьё-па, кит. трад. 不動如來, пиньинь Búdòng rúlái, Будун жулай) — один из пяти Будд Мудрости в буддизме Ваджраяны, происходящих от первоначального Ади-будды, эти пять будд соответствуют пяти осознаваемым аспектам реальности и пяти скандхам. 
Считается, что Акшобхья находится на востоке от Мира Ваджры (англ. Diamond Realm) и управляет Восточной Чистой Землёй Абхирати ('радостная земля'), в то время как Западной Чистой Землёй (Сукхавати)  управляет Амитабха. Его шакти (тантрическая супруга) носит имя Лочана и иконографический облик её содержит изображение  двух слонов. У Акшобхьи тело синего цвета, его атрибутами являются колокольчик, три одеяния, драгоценный камень, лотос, молитвенный барабан и меч. У него имеется несколько эманаций.
Среди пяти скандх соответствует скандхе рупа (форма, материя).

## Учение
Акшобхья преобразует гнев человека в чистейшую мудрость, подобную зеркалу. Эта мудрость позволяет видеть предметы такими, какими они являются, неразделёнными и неомрачёнными. Зеркало будет отражать и красную розу, и окровавленный нож такими, какие они есть.
Синий цвет Акшобхьи ассоциируется с водой, способной отражать ясно, как зеркало.